# DH Большого Пса
DH Большого Пса (лат. DH Canis Majoris) — одиночная переменная звезда в созвездии Большого Пса на расстоянии (вычисленном из значения параллакса) приблизительно 55002 световых лет (около 16863 парсеков) от Солнца. Видимая звёздная величина звезды — от более +14,6m до +11,8m.

## Характеристики
DH Большого Пса — красная пульсирующая переменная звезда, мирида (M).